# Superman og Fredsbomben
Superman og Fredsbomben (A Tale of Five Cities) er et 48-siders tegneseriealbum udgivet af Interpresse i 1990. I anledning af Supermans 50 års jubilæum i 1988 opfordredes DC Comics' oversøiske udgivere til at producere en original historie med Superman. Kun Semic-forlagene tog via den danske redaktør Henning Kure fra Interpresse mod opfordringen. Han bad den danske tegneserieoversætter Niels Søndergaard skrive historien, der lader Superman besøge fem europæiske hovedstæder (København, Oslo, Stockholm, Helsinki og Amsterdam) i et koldkrigseventyr, som endnu en gang sætter Superman op mod Lex Luthor. Tegningerne leveredes af den danske tegner Teddy Kristiansen.
Dette er den første og eneste Superman-tegneserie produceret uden for USA med DC's tilladelse. Den blev aldrig udgivet i USA.

## Synopsis
USA har udviklet en opfindelse, der kan uskadeliggøre alle atomvåben, men ønsker at beholde den for sig selv. Fredsaktivisten Theodore P. Wyatt er sammen med reporteren Lois Lane rejst til Europa for at fortælle resten af verden om "Fredsbomben", nøje overvåget af CIA, KGB ... og Superman. Rejsen går fra Amsterdam til Helsinki via København, Oslo og Stockholm og byder på uhyggelige, sindsoprivende oplevelser ─ for nogen synes opsat på at komme Wyatt til livs.
I løbet af fortællingen lykkes det Superman at få ødelagt en del kendte turistattraktioner, som for eksempel Frognerparken i Oslo og Sibelius-monumentet i Helsinki. Heller ikke Amsterdams kanaler, Stockholms skærgård og Det Muntre Køkken i Tivoli går ram forbi. Historien var nemlig planlagt til at blive udgivet i de fem lande, hvor svenske Semic ejede forlag, og derfor kom alle landene med i plottet.

## De fem byer
Et af de primære karakteristika ved serien er, at den indeholder de fem hovedstæder, heraf fire i Skandinavien. Normalt foregår DC Comics' historier i fiktive byer som Metropolis og Gotham City, men i denne historie rejser Clark Kent og Lois Lane til Nordeuropa, hvor de bevæger sig fra vest mod øst. For at repræsentere dette tegnede Kristiansen adskillige berømte bygninger, monumenter og særlige steder fra hver af byerne ind i historien, hvoraf nogle bliver ødelagt af Supermans kampe. Kulturelle forskelle, lokale karakterer og superhelte bliver også præsenteret. Nedenfor er bygninger fra hver af byerne, som er tegnet ind i historien:
- Amsterdam, Holland
  - Grachtenpand (traditionelle huse langs kanalerne)
  - Prinsengracht og traditionelle både
  - Keizersgracht
- København, Danmark
  - Københavns lufthavn
  - Dannebrog
  - Strøget
  - Statuerne ved Det Kongelige Teater
  - Bygninger på Kongens Nytorv
  - Den lille Havfrue
  - Ruslands ambassade i Danmark
  - Palace Hotel
  - Tårnet på Københavns rådhus
  - Tivoli
  - Det kinesiske tårn i Tivoli
- Oslo, Norge
  - Superhelten Ice, Justice League Internationals norske medlem og søster til Frostbite
  - Jimmy Olsen, efterkommer af normænd fra Hardanger-området
  - Frogner Park
  - Vigeland-skulpturerne i Vigelandsanlegget
  - Nationaltheatret
  - Holmenkollbakken
- Stockholm, Sverige
  - Gamla Stan
  - Centralbron
  - Vasabron
  - Mälaren
  - Stockholms Slot
  - Stortorget og Gamla Stan
  - Storkyrkan
  - Stockholmsbörsen
  - Stockholms Tunnelbana
  - Sergels Torg og Sergelfontänen
  - Stockholms stadshus
- Helsinki, Finland
  - Helsinki Hovedbanegård
  - Finlands Nationalmuseum
  - Helsinki Domkirke
  - Sibeliusmonumentet
  - Svenska Teatern
  - Esplanadin puisto (park)

## Udenlandske Versioner
- Barcelona, Spanien
  - Superman y la Bomba de la Paz (Ediciones Zinco, 1991) [2]

- Bussum, Holland
  - Superman in Europa (Baldakijn Boeken, 1990) [3]

- Stockholm, Sweden
  - Stålmannen i Stockholm (Carlsen Comics, 1990) [4]

- Oslo, Norge
  - Supermann i Norge (Semic, 1990) [5]

- Helsinki, Finland
  - Teräsmies: Supersankari Helsingissä! (Semic, 1990)
- Milano, Italien
  - Superman e Il Pacificatore, (Corto Maltese Bladet #102, Vol. 10 #3, Rizzoli Milano Libri Edizioni, 1992)

## Priser
- København, Danmark
  - 1989-1990, Tegneseriekonventet - Bedst farvelagte danske tegneserie: Superman og Fredsbomben af Teddy Kristiansen. [6]